# Федик Михайло Миронович
Михайло Миронович Федик (нар. 3 серпня 1950, Звиняч) — український архітектор.

## Біографія

Меморіальна таблиця Іванові Франку (вул. Вічева, 1)

Народився 3 серпня 1950 року в селі Звиняч на Тернопіллі. 1972 року закінчив Львівський політехнічний інститут. Член Національної спілки архітекторів України від 1983 року. Входив до правління Львівської обласної організації НСАУ. Працює головним архітектором проєктів архітектурно-планувальної майстерні № 2 інституту «Містопроект».
Проєкти
- Проєкт реконструкції проспекту Свободи у Львові (1989)[1].
- Благоустрій площі Різдва в Галичі (не пізніше 2001, співавтор Н. Гайда)[3].
- Концепція нового генерального плану Львова (2002, співавтори Віталій Дубина, Олег Чамара, Олександр Мар'єв, Інеса Склярова, І. Куляса, та ін.)[4].
- Проєкт реновації історико-архітектурного заповідника у Львові[1].
- Проєкти реконструкції низки міст Західної України[1].

Пам'ятники
- Надгробний пам'ятник на могилі М. І. Кузнецова, що на Пагорбі Слави у Львові (після 1960, скульптор Валентин Подольський)[5].
- Пам'ятник Йоні Якіру в Золочеві (1980, скульптор Дмитро Крвавич)[6].
- Пам'ятники загиблим землякам у селах Жидичин (1980, скульптор Ярослав Скакун)[7]. Долиняни Городоцького району (1983, скульптор Дмитро Крвавич)[8].
- Пам'ятник Маркіянові Шашкевичу у Львові (1989)[1].
- Пам'ятник Тарасові Шевченку в Задвір'ї (1991, співавтори скульптори Любомир Яремчук, Микола Посікіра, Любомир Юрчук)[9].
- Пам'ятник Тарасові Шевченку в Колодрібці (1991, скульптор, Микола Посікіра)[10].
- Пам'ятник Петру Сагайдачному в с. Кульчиці (1992, співавтори скульптори Любомир Яремчук, Микола Посікіра)[11].
- Пам'ятник Шашкевичу в Золочеві (1993)[1].
- Пам'ятник Тарасові Шевченку в Оброшині (1993, співавтори скульптори Любомир Яремчук, Микола Посікіра, Володимир Римар)[12].
- Пам'ятник Тарасові Шевченку в П'ятничанах (1995, співавтори скульптори Любомир Яремчук, Микола Посікіра)[13].
- Проєкт меморіального комплексу воїнам УГА на полі № 76 Личаківського цвинтаря у Львові. Реалізований частково у 1998—2001 роках. Скульптори Микола Посікіра і Дмитро Крвавич[14].
- Пам'ятник на могилі Мирослава Іванюти на Личаківському цвинтарі, поле № 49 (2002, скульптор Микола Посікіра)[15].
- Пам'ятник Степанові Бандері у Львові. Співавтори архітектор Юрій Столяров, скульптор Микола Посікіра. Проєкт затверджено 2002 року, реалізовано до 2007[16].
- Пам'ятник Тарасові Шевченку в Афінах (2010, скульптор Володимир Одрехівський)[17].
- Пам'ятник «Матері-Україні» на площі Ринок у Самборі (2010, скульптор Микола Посікіра)[18].

Меморіальні таблиці
- Іванові Франку на вулиці Вічевій, 1 у Львові (1981, співавтор — скульптор Дмитро Крвавич)[19].
- «Руській трійці» на вулиці Стефаника, 2 у Львові (1987, співавтор — скульптор Микола Посікіра)[20].

- Меморіальна таблиця Іванові Франку
(вул. Вічева, 1)